# Operacja Downfall
Operacja Downfall – kryptonim niezrealizowanego planu inwazji aliantów (głównie Amerykanów) na Wyspy Japońskie pod koniec II wojny światowej. Planowana operacja została odwołana, gdy Cesarstwo Wielkiej Japonii poddało się po atakach atomowych na Hiroszimę i Nagasaki oraz przystąpieniu Związku Radzieckiego do wojny przeciwko Japonii i jego inwazji na Mandżurię. Operacja Downfall miała składać się z dwóch części pod kryptonimami Olympic i Coronet. Celem operacji Olympic, której rozpoczęcie planowano na listopad 1945 roku, było zdobycie południowej części najbardziej wysuniętej na południe głównej wyspy Japonii, Kiusiu, z wykorzystaniem niedawno zdobytej wyspy Okinawa, która miała służyć jako baza dla sił inwazyjnych. Na początku 1946 roku miała się rozpocząć operacja Coronet, planowana inwazja na równinę Kantō, niedaleko Tokio, na największej japońskiej wyspie Honsiu. Bazy lotnicze na Kiusiu zdobyte podczas operacji Olympic umożliwiłyby bezpośrednie wsparcie powietrzne dla operacji Coronet. Gdyby doszło do tej operacji, byłaby to największa desantowa operacja amfibijna w historii.
Geografia Japonii sprawiała, że powyższy plan inwazji był dość oczywisty również dla Japończyków; byli oni w stanie dokładnie przewidzieć posunięcia aliantów i odpowiednio dostosować swój plan obronny, który także był w przygotowaniu: operację Ketsugō. Japończycy przeznaczyli większość swoich sił do obrony Kiusiu, pozostawiając niewiele wojsk w rezerwie na jakiekolwiek późniejsze operacje obronne. Przewidywania dotyczące ofiar planowanej inwazji były bardzo zróżnicowane, ale zawsze niezwykle wysokie. W zależności od stopnia, w jakim japońscy cywile stawiliby opór inwazji, szacunki sięgały nawet milionów ofiar w szeregach aliantów.

## Planowanie
Odpowiedzialność za planowanie operacji Downfall spadła na najwyższych amerykańskich dowódców: admirała floty Chestera Nimitza, generała armii Douglasa MacArthura i połączonych szefów sztabu: admirałów floty Ernesta Kinga i Williama Leahy’ego oraz generałów armii: George’a Marshalla i Henry’ego Arnolda (ten ostatni był dowódcą Sił Powietrznych Armii USA). W tym samym czasie rozważano również awansowanie MacArthura do specjalnego „superstopnia” sześciogwiazdkowego generała (General of the Armies), aby uzyskał on władzę operacyjną nad innymi, pięciogwiazdkowymi generałami. Jednak propozycja awansowania MacArthura była dopiero na poziomie nieformalnej dyskusji w momencie zakończenia II wojny światowej.
W tamtym czasie rozwój prac nad amerykańską bombą atomową był bardzo pilnie strzeżoną tajemnicą państwową (nawet ówczesny wiceprezydent Harry Truman nie wiedział o jej istnieniu, dopóki nie został prezydentem po śmierci Franklina Roosevelta), znanym tylko kilku najwyższym urzędnikom spoza Projektu Manhattan, a planowanie inwazji na Japonię w ogóle nie brało pod uwagę jej użycia. Gdy bomba atomowa stała się dostępna, gen. Marshall przewidział użycie jej do wsparcia inwazji, w przypadku gdyby udało się wyprodukować wystarczającą ich liczbę na czas.
Przez całą wojnę na Pacyfiku alianci nie byli w stanie uzgodnić między sobą jednego głównodowodzącego wszystkimi siłami zbrojnymi. Dowództwo alianckie zostało podzielone na regiony: na przykład Nimitz dowodził Obszarem Oceanu Spokojnego (Pacific Ocean Areas), podczas gdy MacArthur był Naczelnym Dowódcą Aliantów na Południowo-Zachodnim Pacyfiku (Supreme Allied Commander, South West Pacific Area), a brytyjski admirał Louis Mountbatten był Naczelnym Dowódcą Aliantów w Azji Południowo-Wschodniej (Supreme Allied Commander, South East Asia Command). Jednolite dowództwo uznano jednak za konieczne do inwazji na Japonię. Rywalizacja pomiędzy rodzajami sił zbrojnych o to, kto powinien być najwyższym dowódcą (Marynarka Wojenna Stanów Zjednoczonych chciała Nimitza, lecz Armia Stanów Zjednoczonych preferowała MacArthura) była tak poważna, że groziła fiaskiem całego procesu planowania inwazji. Ostatecznie marynarka częściowo ustąpiła, a MacArthur miał otrzymać całkowite dowództwo nad wszystkimi siłami alianckimi, jeśli okoliczności będą tego wymagać.

### Rozważania
Głównymi kwestiami, z którymi musieli się zmierzyć planiści, był czas i straty – w jaki sposób mogli zmusić Japonię do jak najszybszej kapitulacji, przy jak najmniejszej liczbie ofiar po stronie alianckiej. Przed konferencją w Quebecu w 1943 roku wspólny kanadyjsko-brytyjsko-amerykański zespół planistyczny opracował Plan Pokonania Japonii („Appreciation and Plan for the Defeat of Japan”), który przewidywał inwazję na Wyspy Japońskie dopiero w latach 1947–1948. Amerykańscy Połączeni Szefowie Sztabów uważali jednak, że przedłużanie wojny do takiego stopnia jest niebezpieczne dla morale narodu. Dlatego zamiast tego na konferencji w Quebecu Połączeni Szefowie Sztabów uzgodnili, że Japonia powinna zostać zmuszona do kapitulacji nie później niż rok po pokonaniu Niemiec.
Marynarka Wojenna Stanów Zjednoczonych proponowała zastosowanie blokady morskiej i obfite bombardowania w wykonaniu sił powietrznych, aby doprowadzić do kapitulacji Japonii. Zaproponowali operacje pomocnicze, mające na celu zajęcie baz lotniczych w pobliskim Szanghaju, Chinach i Korei, co dałoby Siłom Powietrznym Armii Stanów Zjednoczonych serię wysuniętych baz lotniczych, z których można było bombardować Japonię w celu zmuszenia jej do poddania się. Z drugiej strony armia argumentowała, że taka strategia może „przedłużyć wojnę w nieskończoność” i doprowadzić do niepotrzebnych strat, a zatem inwazja była konieczna. Dowódcy armii postulowali uderzenie na wielką skalę bezpośrednio na Wyspy Japońskie, bez żadnej z operacji pobocznych, które sugerowała marynarka. Ostatecznie przeważył punkt widzenia armii.
Geograficznie Japonia stanowiła bardzo ambitny cel, oddalony od innych lądów i posiadający bardzo niewiele plaż nadających się do wysadzenia desantu z morza. Tylko Kiusiu (najbardziej wysunięta na południe wyspa Japonii) i plaże równiny Kantō (zarówno na południowy zachód, jak i południowy wschód od Tokio) były dogodnymi strefami desantu. Ostatecznie alianci zdecydowali się na dwuetapową inwazję. Operacja Olympic miała na celu opanowanie południowej części Kiusiu. Powstałyby tam bazy lotnicze, które umożliwiłyby bezpośrednie wsparcie powietrzne dla operacji Coronet, ataku na Zatokę Tokijską.

### Założenia
Chociaż geografia Japonii była dobrze znana, amerykańscy planiści wojskowi musieli oszacować siły obronne, z którymi będą musieli się zmierzyć. Opierając się na danych wywiadowczych dostępnych na początku 1945 roku, ich założenia obejmowały, co następuje:
- „operacjom na tym obszarze przeciwstawią się nie tylko dostępne, zorganizowane siły zbrojne Imperium, ale także fanatycznie wroga ludność cywilna”;
- „w przybliżeniu trzy (3) wrogie dywizje zostaną rozmieszczone na południowym KIUSIU i dodatkowe trzy (3) na północnym KIUSIU na początku operacji OLYMPIC”;
- „całkowita liczba wrogich sił zaangażowanych przeciwko operacjom na KIUSIU nie przekroczy ośmiu (8) do dziesięciu (10) dywizji, przy czym poziom ten zostanie szybko osiągnięty”;
- „około dwudziestu jeden (21) wrogich dywizji, w tym dywizji logistycznych, będzie na HONSIU w momencie rozpoczęcia operacji [Coronet], a czternaście (14) z tych dywizji może zostać zaangażowanych na obszarze RÓWNINY KANTO”;
- „wróg może wycofać swoje armijne siły powietrzne na kontynent azjatycki w celu ochrony przed naszymi atakami neutralizującymi. Według naszych szacunków wróg może prawdopodobnie zgromadzić od 2000 do 2500 samolotów na tym obszarze, stosując sztywną ekonomię, a siły te mogą działać przeciwko lądowaniu na KIUSIU, przemieszczając się nad własnym terytorium”[14].

### Olympic

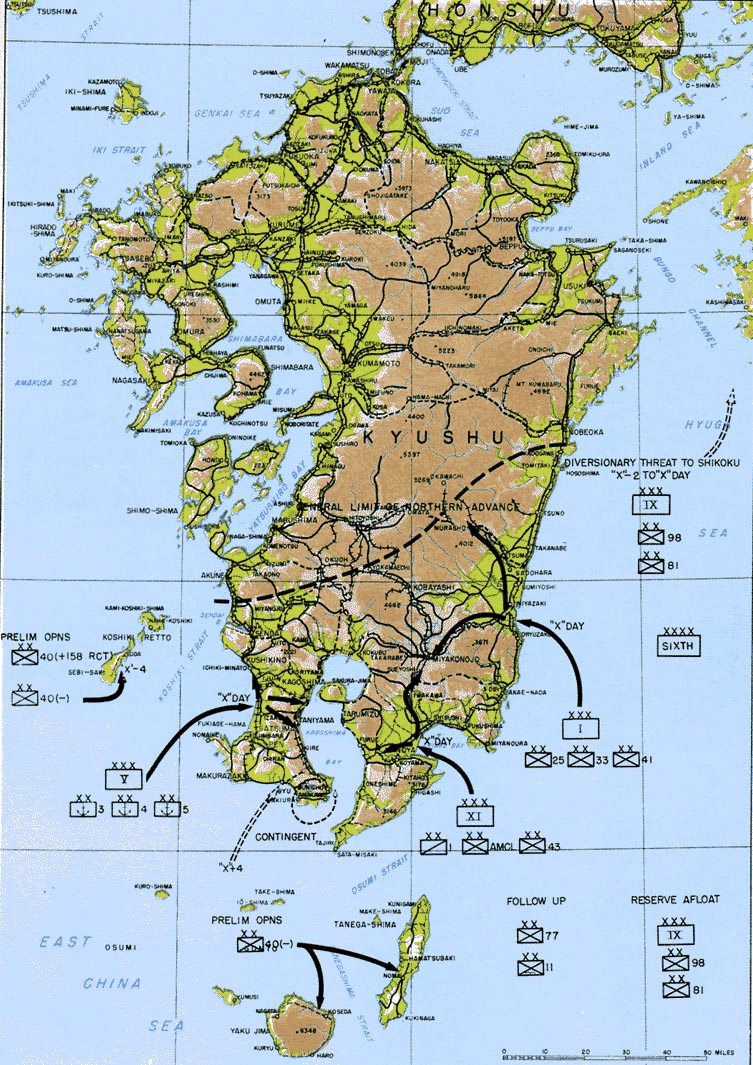
Celem operacji Olympic miała być południowa Japonia

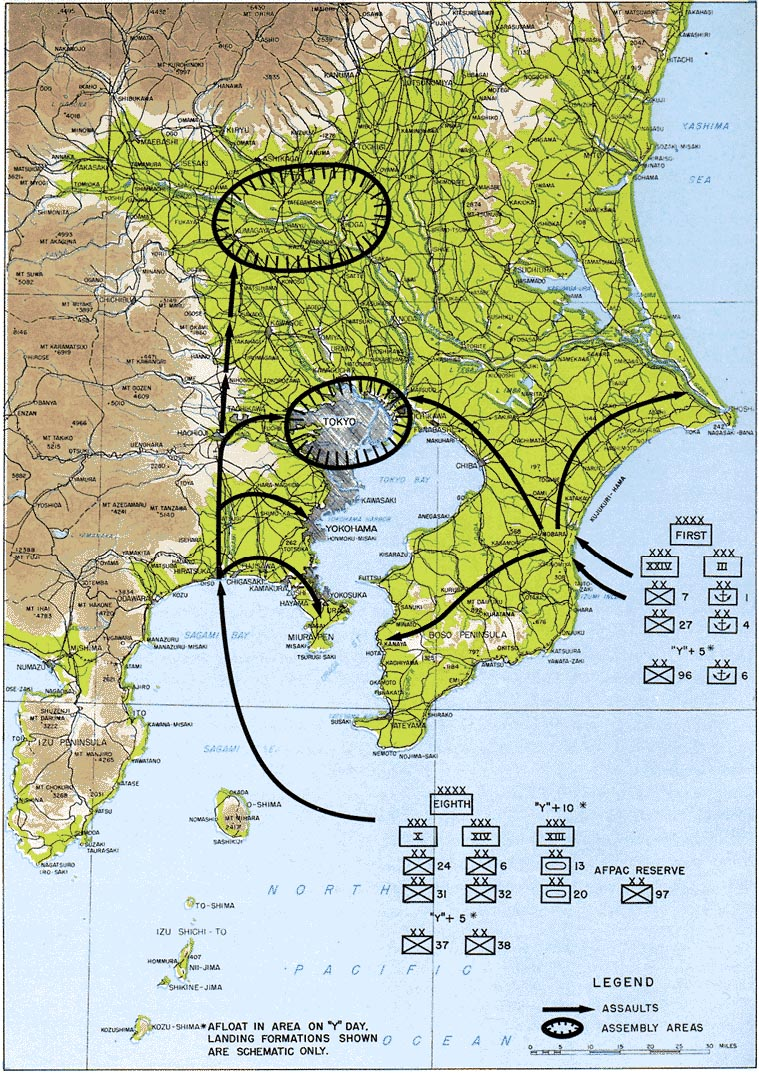
Operacja Coronet miała doprowadzić do zajęcia Tokio

Operacja Olympic, inwazja na Kiusiu, miała się rozpocząć w „Dzień X” („X-Day”), który został zaplanowany na 1 listopada 1945 roku. Jeśli by do niej doszło, to połączona flota morska aliantów byłaby największą, jaką kiedykolwiek do tamtej pory zgromadzono w jednym miejscu, obejmując 42 lotniskowce, 24 pancerniki oraz 400 niszczycieli i niszczycieli eskortowych. Czternaście amerykańskich „ekwiwalentów dywizji” (13 dywizji i dwa pułkowe zespoły bojowe) miało wylądować już pierwszego dnia inwazji. Przy wykorzystaniu Okinawy jako bazy wypadowej, celem operacji byłoby zajęcie południowej części Kiusiu. Obszar ten zostałby następnie wykorzystany jako kolejny punkt wypadowy do ataku na Honsiu w ramach operacji Coronet. Operacja Olympic miała również zawierać komponent dezinformacyjny, znany jako operacja Pastel. Miał on za zadanie przekonać Japończyków, że Połączeni Szefowie Sztabów odrzucili pomysł bezpośredniej inwazji, a zamiast tego zamierzali okrążyć Japonię i bombardować ją do kapitulacji. Wymagałoby to zajęcia baz na Formozie, wzdłuż chińskiego wybrzeża oraz w rejonie Morza Żółtego.
Za taktyczne wsparcie lotnicze podczas nadchodzącej inwazji miały odpowiadać 5, 7 i 13 Armia Powietrzna. Byłyby one odpowiedzialne za atakowanie japońskich lotnisk i arterii transportowych na Kiusiu i południowym Honsiu (np. Tunel Kanmon) oraz zdobycie i utrzymywanie przewagi powietrznej nad plażami. Zadanie bombardowania strategicznego spadło na Strategiczne Siły Powietrzne Stanów Zjednoczonych na Pacyfiku (USASTAF) – formację złożoną z 8 i 20 Armii Powietrznej oraz brytyjskiej Tiger Force. USASTAF i Tiger Force miały pozostać aktywne również w czasie operacji Coronet. Dla 20 Armii Powietrznej zadanie to oznaczało po prostu dalsze pełnienie swojej dotychczasowej roli głównej alianckiej siły bombowej, używanej przeciwko Wyspom Japońskim, operującej z lotnisk na Marianach. Po zakończeniu wojny w Europie w maju 1945 roku planowano również przeniesienie niektórych grup ciężkich bombowców z doświadczonej 8 Armii Powietrznej do baz lotniczych na Okinawie w celu przeprowadzania strategicznych nalotów bombowych w koordynacji z 20 Armią. 8 Armia miała przy tym zamienić swoje Latające Fortece B-17 i B-24 Liberatory na nowocześniejsze B-29 Superfortress (swój pierwszy B-29 otrzymała 8 sierpnia 1945 roku).
Inwazja na Okinawę dowiodła wartości ustanowienia bezpiecznych kotwicowisk w pobliżu strefy walk dla okrętów, które nie są potrzebne bezpośrednio przy plażach desantowych i dla jednostek pływających uszkodzonych w wyniku ataku powietrznego. Dlatego przed główną inwazją miały zostać zajęte przybrzeżne wyspy Tane-ga-shima, Yaku-shima i Koshiki-jima, począwszy od X − 5 (czyli piątego dnia przed inwazją).
Kiusiu miało zostać zaatakowane przez 6 Armię Stanów Zjednoczonych w trzech punktach: w Miyazaki, Ariake i Kushikino. Gdyby zegar został narysowany na mapie Kiusiu, punkty te odpowiadałyby z grubsza odpowiednio godzinom 4:00, 5:00 i 7:00. 35 plaż desantowych zostało nazwanych od marek i popularnych modeli samochodów z tamtych czasów: Austin, Buick, Cadillac i tak dalej, aż do Stutz, Winton i Zephyr. Mając jeden korpus przydzielony do każdego lądowania, planiści inwazji zakładali, że Amerykanie przewyższą liczebnie Japończyków mniej więcej trzy do jednego. Na początku 1945 roku Miyazaki było praktycznie niebronione, lecz Ariake ze swoim dobrym, pobliskim portem miało silną ochronę. Inwazja nie miała na celu podbicia całej wyspy, tylko najbardziej wysuniętej na południe jednej trzeciej jej powierzchni, na co wskazuje przerywana linia na mapie oznaczona jako „ogólna granica natarcia na północ”. Południowe Kiusiu zapewniłoby odpowiedni przyczółek i cenną bazę lotniczą dla operacji Coronet.

### Coronet
Operacja Coronet, inwazja na Honsiu przez równinę Kantō na południe od stolicy, miała rozpocząć się w „Dzień Y” („Y-Day”), który wstępnie zaplanowano na 1 marca 1946 roku. Operacja Coronet byłaby większa nawet niż operacja Olympic, angażując do 40 dywizji przeznaczonych zarówno na początkowe lądowanie, jak i kontynuację działań w głębi lądu. Gdyby doszła do skutku, byłaby to niezaprzeczalnie największa operacja desantowa w historii (dla porównania, na potrzeby operacji Overlord w Normandii użyto tylko 12 dywizji podczas początkowego lądowania). W początkowej fazie 1 Armia wylądowałaby na plaży Kujūkuri na półwyspie Bōsō, podczas gdy 8 Armia uderzyłaby na Hiratsuka w zatoce Sagami. Później, dodatkowe siły w postaci do 12 dywizji z 10 Armii i Korpusu Brytyjskiej Wspólnoty Narodów miały zostać dostarczone jako posiłki. Siły alianckie skierowałyby się wówczas na północ i w głąb lądu, spotykając się w Tokio.

## Gromadzenie sił
Operacja Olympic miała być przeprowadzona przy użyciu sił i zasobów już obecnych na Pacyfiku, w tym Brytyjskiej Floty Pacyfiku, formacji Wspólnoty Narodów, która składała się z co najmniej osiemnastu lotniskowców (zapewniających 25% lotnictwa aliantów) i czterech pancerników. Tiger Force, wspólna jednostka ciężkich bombowców dalekiego zasięgu Wspólnoty Narodów, miała zostać przeniesiona z jednostek RAF, RAAF, RCAF i RNZAF oraz personelu służącego w Bomber Command w Europie. W 1944 roku na wczesnym etapie planowania przewidywano użycie 500–1000 samolotów, w tym jednostek przeznaczonych do tankowania w powietrzu. Planowane siły zostały później ograniczone do 22 dywizjonów, a do czasu zakończenia wojny do 10 dywizjonów: od 120 do 150 Avro Lancaster/Avro Lincoln, operujących z baz lotniczych na Okinawie. Tiger Force miały obejmować elitarny 617 Dywizjon Bombowy („The Dambusters”), który przeprowadzał specjalistyczne operacje bombowe, takie jak operacja Chastise w Niemczech.
Początkowo planiści amerykańscy nie planowali również użycia w operacji Downfall żadnych alianckich sił lądowych spoza USA. Gdyby posiłki były potrzebne na wczesnym etapie operacji Olympic, zostałyby one odłączone od sił amerykańskich gromadzonych na potrzeby operacji Coronet – dla której z kolei miało nastąpić masowe przesunięcie jednostek z południowo-zachodniego Pacyfiku, Chin, Birmy, Indii i Europy. Obejmowałyby one takie związki operacyjne, jak 1 Armia Stanów Zjednoczonych (15 dywizji) i 8 Armia Powietrzna. Rząd australijski poprosił na wczesnym etapie o włączenie dywizji piechoty armii australijskiej do udziału w pierwszej fazie inwazji (Olympic). Propozycja została jednak odrzucona przez amerykańskich dowódców i nawet początkowe plany operacji Coronet, według amerykańskiego historyka Johna Ray Skatesa, nie przewidywały, że jednostki ze Wspólnoty Narodów lub innych armii alianckich zostaną desantowane na równinie Kantō w 1946 roku.
Pierwsze „oficjalne plany wskazywały, że jednostki szturmowe, pierwszoliniowe i rezerwowe będą pochodzić z sił amerykańskich”. Według Skatesa do połowy 1945 roku – kiedy plany operacji Coronet były intensywnie przerabiane – wiele innych państw alianckich „zaoferowało swe siły lądowe i rozwinęła się debata” wśród przywódców politycznych i wojskowych zachodnich aliantów „na temat wielkości, misji, wyposażenia, i wsparcia tych kontyngentów”. Po negocjacjach zdecydowano, że operacja Coronet obejmie także Korpus Wspólnoty Narodów, złożony z po jednej dywizji piechoty z armii australijskiej, brytyjskiej i kanadyjskiej. Posiłki byłyby dostępne zarówno z wyżej wymienionych krajów, jak i z innych państw Wspólnoty Narodów. Jednak MacArthur zablokował propozycje włączenia do sił inwazyjnych dywizji armii indyjskiej z powodu zbyt dużych różnic w języku, organizacji, składzie, wyposażeniu, wyszkoleniu i doktrynie. Zalecił również, aby korpus był zorganizowany na wzór korpusu amerykańskiego, korzystał tylko ze sprzętu i logistyki amerykańskiej oraz aby szkolił się w USA przez sześć miesięcy przed inwazją; wszystkie te sugestie zostały przyjęte. Rząd brytyjski zasugerował, że: Korpusem Wspólnoty Narodów powinien dowodzić gen. por. Charles Keightley, połączoną flotą Wspólnoty Narodów winien kierować wiceadm. William Tennant, oraz że – jako iż jednostki powietrzne Wspólnoty będą zdominowane przez lotnictwo australijskie – oficer dowodzący siłami powietrznymi powinien być Australijczykiem. Jednak rząd Australii zakwestionował powołanie na to stanowisko oficera bez doświadczenia w walce z Japończykami, takiego jak Keightley, i zasugerował, że należy mianować gen. por. Lesliego Morsheada, Australijczyka, który prowadził kampanie na Nowej Gwinei i Borneo . Wojna zakończyła się, zanim ustalono szczegóły składu i dowodzenia tego korpusu. W inwazji miały uczestniczyć także wojska francuskie.

### Przewidywane siły inwazyjne
| Personel            | 766 700–815 548 |
| Pojazdy             | 134 300         |
| Tonaż (na okrętach) | 1 205 730       |
| Dywizje piechoty    | 11              |
| Dywizje marines     | 3               |
| Dywizje pancerne    | 0               |
| Grupy powietrzne    | 40              |

| Personel            | 1 026 000–1 171 646 |
| Pojazdy             | 190 000             |
| Tonaż (na okrętach) | 1 540 000           |
| Dywizje piechoty    | 20                  |
| Dywizje marines     | 3                   |
| Dywizje pancerne    | 2                   |
| Grupy powietrzne    | 50                  |

Powyższe dane dotyczące operacji Coronet nie uwzględniają zarówno bezpośrednich rezerw w sile 3 dywizji, jak i przewidywanych 10–12 dodatkowych dywizji, które miały wylądować jako posiłki.

## Operacja Ketsu-gō

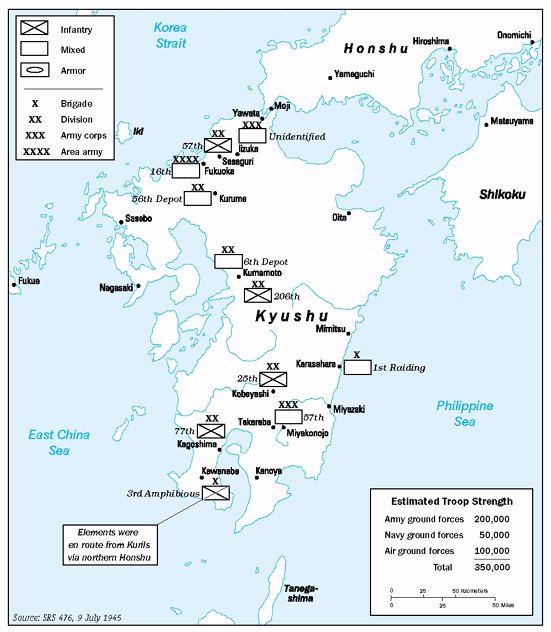
Amerykańskie szacunki dotyczące siły japońskich wojsk na Kiusiu na dzień 9 lipca 1945

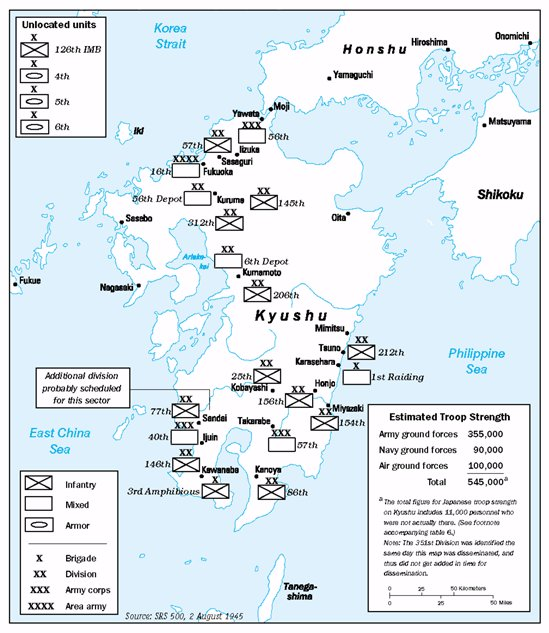
Amerykańskie szacunki dotyczące siły japońskich wojsk na Kiusiu na dzień 2 sierpnia 1945

Tymczasem Japończycy mieli własne plany. Imperium obawiało się, że inwazja nastąpi latem 1945 roku, jednak bitwa o Okinawę trwała tak długo, że najwyżsi dowódcy japońscy doszli do wniosku, iż alianci nie będą w stanie rozpocząć kolejnej operacji przed sezonem tajfunów na Pacyfiku, podczas którego pogoda będzie zbyt ryzykowna dla operacji desantowych. Japoński wywiad dość dokładnie przewidział miejsce inwazji: południowe Kiusiu w Miyazaki, zatoce Ariake i/lub na półwyspie Satsuma.
Podczas gdy Japonia nie miała już realnej perspektywy wygrania wojny, przywódcy Cesarstwa wierzyli, że mogą uczynić koszty inwazji i okupacji Wysp Japońskich zbyt wysokimi, aby alianci mogli je zaakceptować, co doprowadziłoby raczej do zawieszenia broni niż do całkowitej klęski. Japoński plan obronny nazwano operacją Ketsu-gō (決号作戦, Ketsu-gō sakusen, Decyzja). Dowódcy wojskowi i politycy planowali poderwać całą ludność Japonii do przeciwstawienia się inwazji, a od czerwca 1945 roku rozpoczęła się kampania propagandowa wzywająca do „chwalebnej śmierci stu milionów”. Głównym przesłaniem tej kampanii było to, że „chwalebnie” jest umrzeć za boskiego cesarza Japonii i dlatego każdy Japończyk, mężczyzna, kobieta i dziecko, powinni umrzeć za cesarza, kiedy przybędą alianci. Choć nie wydawała się możliwa zagłada aż na taką skalę, zarówno amerykańscy, jak i japońscy dowódcy w tamtym czasie przewidywali milionowe straty po obu stronach. Od przegranej bitwy o Saipan japońska propaganda wzmagała narrację o patriotycznej śmierci i przedstawiała Amerykanów jako bezlitosnych „białych diabłów”. Podczas bitwy o Okinawę japońscy oficerowie rozkazali cywilom niezdolnym do walki popełnić samobójstwo, żeby nie wpadli w ręce Amerykanów, a wszystkie dostępne dowody sugerują, że takie same rozkazy zostałyby wydane na Wyspach Japońskich. Japończycy potajemnie budowali podziemną kwaterę główną w Matsushiro w prefekturze Nagano, aby chronić cesarza i Cesarski Sztab Generalny podczas inwazji. Planując operację Ketsu-gō, japońscy planiści przecenili siłę wojsk inwazyjnych: podczas gdy plan inwazji aliantów przewidywał 54 dywizje włącznie z posiłkami (14 dla operacji Olympic i 38–40 dla operacji Coronet), Japończycy spodziewali się ich aż 90.

### Kamikaze
Adm. Matome Ugaki został odwołany do Japonii w lutym 1945 roku i objął dowództwo nad 5 Flotą Powietrzną na Kiusiu. Formacja ta została przydzielona do ataków kamikaze na okręty biorące udział w inwazji na Okinawę, operacji Ten-gō, i rozpoczęła szkolenie pilotów oraz montaż samolotów przeznaczonych do obrony Kiusiu, spodziewanego pierwszego celu amerykańskiej inwazji. Japońska obrona opierała się w dużej mierze na kamikaze. Oprócz przerzucenia myśliwców i bombowców do jednostek kamikaze zmienili oni przydział prawie wszystkich swoich nowych pilotów na misje samobójcze. Ponad 10 000 samolotów było gotowych do użycia w lipcu (jeszcze więcej miało być zbudowanych do października), a także setki nowo wyprodukowanych miniaturowych okrętów podwodnych typu Shin'yō, które miały atakować okręty alianckie na morzu. Nawet do 2000 pilotów-samobójców przeprowadziło ataki podczas bitwy o Okinawę, osiągając około jednego trafienia na dziewięć ataków. Na Kiusiu, z powodu bardziej sprzyjających okoliczności (takich jak teren, który zmniejszyłby przewagę radarową aliantów), obrońcy mieli nadzieję podnieść tę wartość do jednego na sześć, przytłaczając flotę amerykańską dużą liczbą ataków kamikaze w ciągu kilku godzin. Japończycy zakładali, że ich samoloty zatopią ponad 400 okrętów, a ponieważ szkolili pilotów, aby celowali w transportowce, a nie w lotniskowce i niszczyciele, straty aliantów byłyby nieproporcjonalnie większe niż na Okinawie. W jednym z badań oszacowano, że piloci kamikaze mogą zniszczyć od jednej trzeciej do połowy sił inwazyjnych jeszcze przed lądowaniem.
Adm. Ernest King, dowódca Marynarki Wojennej Stanów Zjednoczonych, był tak zaniepokojony stratami spowodowanymi atakami kamikaze, że on i inni starsi oficerowie marynarki optowali za odwołaniem operacji Downfall, a zamiast tego chcieli kontynuować kampanię bombardowania japońskich miast oraz blokadę dostaw żywności i zapasów, dopóki Japończycy się nie poddadzą. Jednak gen. George Marshall argumentował, że wymuszenie kapitulacji w ten sposób może zająć kilka lat, jeśli w ogóle ona nastąpi. W związku z tym Marshall i Knox doszli do wniosku, że Amerykanie będą musieli najechać Japonię, aby zakończyć tę wojnę, niezależnie od ofiar.

### Siły morskie
Pomimo druzgocących strat, jakie poniosła do tego momentu wojny, Cesarska Marynarka Wojenna Japonii, zorganizowana wówczas pod Dowództwem Generalnym Marynarki Wojennej, była zdeterminowana, aby wyrządzić aliantom jak największe szkody. Po zakończeniu walk o Okinawę Japończykom pozostały zaledwie cztery pancerniki (wszystkie uszkodzone), pięć uszkodzonych lotniskowców, dwa krążowniki, 23 niszczyciele i 46 okrętów podwodnych. Jednakże bardziej od słabości floty Japończykom doskwierał fakt, że brakowało im wystarczającej ilości paliwa do dalszych wypadów na pełnym morzu, dlatego planowali zamiast tego wykorzystać siłę ognia przeciwlotniczego artylerii swoich okrętów do obrony instalacji morskich podczas dokowania w porcie. Pomimo niezdolności prowadzenia operacji floty na dużą skalę, japońska marynarka nadal utrzymywała tysiące samolotów bojowych i posiadała prawie 2 miliony personelu na Wyspach Japońskich, zapewniając sobie dużą rolę w nadchodzącej operacji obronnej. Ponadto w Japonii było wciąż około 100 miniaturowych okrętów podwodnych typu Kōryū, 300 mniejszych miniaturowych okrętów podwodnych typu Kairyū, 120 żywych torped kaiten i 2412 okrętów samobójczych Shin'yō. W przeciwieństwie do większych okrętów, te, razem z niszczycielami i okrętami podwodnymi floty, miały być świadkami szeroko zakrojonych działań w obronie wybrzeża, mających na celu zniszczenie około 60 alianckich transportowców.
Marynarka wyszkoliła także grupę płetwonurków, aby ci służyli jako zamachowcy-samobójcy, fukuryū. Mieli oni, uzbrojeni w miny odpalane kontaktowo, nurkować pod okrętami desantowymi i wysadzać je w powietrze razem z sobą. Skład takich min został umieszczony na dnie morza przy każdej potencjalnej plaży inwazyjnej do wykorzystania przez fukuryū; planowano umieszczenie tam nawet 10 000 min. Około 1200 nurków-samobójców zostało przeszkolonych do kapitulacji Japonii.

### Siły lądowe
Dwie możliwe opcje obrony przed inwazją desantową z morza to silna obrona plaż lub wycofanie się i walka w głębi lądu. W czasie wojny na Pacyfiku (na przykład na Tarawie) Japończycy zastosowali silną obronę na plażach, zachowując niewielkie lub żadne siły w rezerwie, ale taktyka ta okazała się podatna na bombardowanie linii brzegowej przed inwazją. Później na Peleliu, Iwo Jimie i Okinawie obrońcy zmienili strategię i okopali swoje siły na lepiej nadającym się do obrony terenie. Na Kiusiu Japończycy przyjęli plan pośredni: większość ich sił obronnych znajdowała się kilka kilometrów w głąb lądu, wystarczająco daleko, aby uniknąć narażenia na ostrzał z morza, ale wystarczająco blisko, aby Amerykanie nie mogli zdobyć bezpiecznego przyczółka przed przystąpieniem do głębszego ataku. Rezerwy przeznaczone do kontrataku były jeszcze dalej, przygotowane do uderzenia na największe zgrupowanie sił inwazyjnych. W marcu 1945 roku na Kiusiu stacjonowała tylko jedna dywizja bojowa. W ciągu następnych czterech miesięcy Cesarska Armia Japońska przeniosła jednostki z Mandżurii, Korei i północnej Japonii, jednocześnie gromadząc inne siły. W sierpniu Japończycy mieli na wyspie już 14 dywizji i różne mniejsze formacje, w tym trzy brygady czołgów, w sumie 900 tys. ludzi. Chociaż Japończycy byli w stanie zmobilizować nowych żołnierzy, wyposażenie ich było trudniejsze. W sierpniu armia japońska w ojczyźnie miała równowartość 65 dywizji, ale jej sprzęt wystarczał tylko dla 40, a amunicja dla 30.
Japończycy formalnie nie zdecydowali się postawić va banque na wynik bitwy o Kiusiu, ale skoncentrowali swoje siły do tego stopnia, że niewiele pozostało ich w rezerwie. Według jednego z szacunków siły na  Kiusiu posiadały 40% całej amunicji na Wyspach Japońskich. Ponadto Japończycy zorganizowali Ochotniczy Korpus Bojowy, w skład którego wchodzili wszyscy zdrowi mężczyźni w wieku od 15 do 60 lat i kobiety w wieku od 17 do 40 lat (pierwszy w historii Japonii przypadek dopuszczenia kobiet do służby z bronią), co daje łącznie 28 milionów ludzi do wsparcia sił bojowych, a później także do wykonywania zadań bojowych. Brakowało im broni, wyszkolenia i mundurów: wielu było uzbrojonych w bardzo przestarzałą broń palną, koktajle Mołotowa, długie łuki, miecze, noże, bambusowe lub drewniane włócznie, a nawet kije i pałki: oczekiwano, że poradzą sobie z tym, co mają. Jedna zmobilizowana licealistka, Yukiko Kasai, dostała jako broń szydło i powiedziała: „Nawet zabicie jednego amerykańskiego żołnierza to sukces. [...] Muszę tylko wycelować w brzuch”. Oczekiwano, że to pospolite ruszenie będzie służyć jako „obrona drugiej linii” podczas inwazji aliantów oraz do prowadzenia wojny partyzanckiej na obszarach miejskich i w górach.
Dowództwo japońskie zamierzało zorganizować personel armii według następującego planu:
  Całkowita liczba zmobilizowanych: 3 150 000

             Kiusiu – 900 000

             Kantō (Tokyo) – 950 000

             Korea – 247 000

  W czasie decydującej bitwy

             Kiusiu – 990 000

             Kantō – 1 280 000

 

## Zmiana planów operacji Olympic przez aliantów

### Zagrożenie powietrzne
Amerykański wywiad wojskowy początkowo szacował liczbę japońskich samolotów na około 2 500. Doświadczenia z nieprzyjacielskim lotnictwem na Okinawie były bardzo złe dla Amerykanów – średnio prawie dwie ofiary śmiertelne i podobna liczba rannych na okręcie podczas jednego ataku kamikaze – a na Kiusiu prawdopodobnie straty byłyby jeszcze cięższe. Aby zaatakować okręty u wybrzeży Okinawy, japońskie samoloty musiały latać na duże odległości nad otwartym oceanem. Aby zaatakować statki u wybrzeży Kiusiu, mogły większość dystansu pokonać nad lądem, a następnie doskoczyć na krótką odległość do floty desantowej. Stopniowo aliancki wywiad dowiadywał się, że Japończycy przeznaczają wszystkie swoje samoloty na misje kamikaze i podejmują skuteczne środki, aby zachować jak największą ich liczbę na czas inwazji. Według szacunków armii amerykańskiej w maju było to 3391 samolotów; w czerwcu 4862; w sierpniu 5911. Szacunki marynarki z lipca, z pominięciem jakiegokolwiek rozróżnienia między samolotami szkoleniowymi i bojowymi, wyniosły 8750; w sierpniu 10 290. Do czasu zakończenia wojny Japończycy faktycznie posiadali około 12 700 samolotów na Wyspach Japońskich, mniej więcej połowa z nich należała do kamikaze.
Alianckie środki obrony okrętów przeciwko kamikaze znane jako Big blue blanket, wymagały dodania na lotniskowce większej liczby dywizjonów myśliwskich zamiast torpedowców i bombowców nurkujących oraz przekształcenia maszyn B-17s w latające radary, na sposób podobny do dzisiejszych AWACS. Nimitz zaplanował odwrócenie uwagi przed inwazją, wysyłając flotę ku plażom desantowym na kilka tygodni przed prawdziwą inwazją, aby zwabić kamikaze do ich lotu w jedną stronę, gdzie znaleźliby okręty bojowe najeżone działami przeciwlotniczymi zamiast cennych i podatnych na atak z powietrza transportowców. Główną obronę przed japońskimi atakami powietrznymi miałyby zapewnić ogromne siły myśliwskie (w tym grupy P-51 Mustang) gromadzone na wyspach Riukiu, zwłaszcza na Okinawie; 5 i 7 Armia Powietrzna oraz jednostki lotnicze Korpusu Piechoty Morskiej Stanów Zjednoczonych miały operować z tych wysp, aby bombardować Japonię.

### Zagrożenie naziemne
Przez kwiecień, maj i czerwiec aliancki wywiad śledził gromadzenie japońskich sił lądowych, w tym pięciu dywizji wysłanych na Kiusiu, z dużym zainteresowaniem, ale także pewnym samozadowoleniem, wciąż przewidując, że w listopadzie łącznie na Kiusiu będzie około 350 000 żołnierzy. Zmieniło się to w lipcu, wraz z odkryciem czterech nowych dywizji i dowodów na to, że nadejdą kolejne. W sierpniu liczba ta osiągnęła 600 tys., a kryptoanalitycy z zespołu Magic zidentyfikowali dziewięć dywizji na południowym Kiusiu – trzykrotność oczekiwanej siły. Szacunkowa liczba żołnierzy japońskich na początku lipca wynosiła 350 000, wzrastając do 545 000 na początku sierpnia.
Informacje wywiadowcze o japońskich przygotowaniach obronnych na Kiusiu, które pojawiły się w połowie lipca, wywołały potężne reperkusje zarówno na Pacyfiku, jak i w Waszyngtonie. 29 lipca szef wywiadu MacArthura, gen. mjr Charles Willoughby, jako pierwszy zauważył, że kwietniowe szacunki dopuszczały rozmieszczenie przez Japonię sześciu dywizji na Kiusiu, z potencjałem do rozmieszczenia dziesięciu. „Te [sześć] dywizji pojawiło się od tego czasu, zgodnie z przewidywaniami” – zauważył – „a końca nie widać”. Jeśli ta tendencja nie odwróciłaby się, groziło to „wzrostem [sił nieprzyjaciela] do punktu, w którym będziemy atakować w stosunku jeden (1) do jednego (1), co nie jest receptą na zwycięstwo”. W chwili kapitulacji Japończycy mieli ponad 735 tys. żołnierzy na stanowiskach lub w drodze na stanowiska bojowe na samym Kiusiu. Całkowita liczebność japońskich sił zbrojnych w ojczyźnie wynosiła 4 335 500, z czego 2 372 700 w armii i 1 962 800 w marynarce wojennej. Gromadzenie się wojsk japońskich na Kiusiu skłoniło amerykańskich planistów wojennych, przede wszystkim gen. George’a Marshalla, do rozważenia drastycznych zmian w operacji Olympic lub zastąpienia jej innym planem inwazji.

### Broń chemiczna
Obawy przed „Okinawą od jednego końca Japonii do drugiego” skłoniły aliantów do rozważenia użycia innej niż typowa broni, w tym broni chemicznej. Zaplanowano szeroko zakrojoną wojnę chemiczną przeciwko ludności Japonii i uprawom żywności przy użyciu zapasów broni chemicznej zgromadzonych na Marianach. Ze względu na kilka czynników, w tym przewidywalne kierunki wiatru, Japonia była szczególnie narażona na ataki gazowe. Chociaż w USA wyprodukowano duże ilości gazu bojowego i sporządzono plany ich użycia, jest jednak mało prawdopodobne, aby do tego doszło. Richard B. Frank stwierdza, że kiedy propozycja ta dotarła do Trumana w czerwcu 1945 roku, prezydent zawetował użycie broni chemicznej przeciwko ludziom; ich zastosowanie w celu niszczenia upraw nadal było jednak brane pod uwagę. Według Edwarda J. Drea strategiczne użycie broni chemicznej na masową skalę nie było rozważane ani proponowane przez żadnego z wyższych rangą przywódców amerykańskich; raczej debatowali oni nad taktycznym użyciem broni chemicznej przeciwko zgrupowaniom japońskiego ruchu oporu.
Chociaż wojna chemiczna została zakazana na mocy protokołu genewskiego w 1925 roku, ani Stany Zjednoczone, ani Japonia nie były wówczas jego sygnatariuszem. Podczas gdy USA złożyły nieoficjalne deklaracje, że nigdy nie rozpoczną wojny chemicznej, Japonia użyła gazu przeciwko Chińczykom na początku II wojny chińsko-japońskiej. Jak pisze Roy Skates:

Strach przed japońskim odwetem za użycie broni chemicznej zmniejszył się, ponieważ pod koniec wojny zdolność Japończyków do użycia gazu na polu bitwy drogą powietrzną lub przy użyciu artylerii dalekiego zasięgu prawie zanikła. W 1944 roku system Ultra ujawnił, że Japończycy wątpili w ich własną zdolność do dokonania odwetu za użycie gazu przez Amerykanów. „Należy podjąć wszelkie środki ostrożności, aby nieprzyjaciel nie miał pretekstu do użycia gazu” – ostrzegali dowódcy. Japońscy przywódcy byli tak przerażeni, że planowali zignorować przypadki taktycznego użycia gazu na Wyspach Japońskich przez siły amerykańskie, ponieważ obawiali się jego eskalacji

Wojsko amerykańskie aż do kapitulacji Japonii rozważało ataki chemiczne w celu zniszczenia upraw rolniczych, próbując wziąć Japończyków głodem. Armia rozpoczęła eksperymenty ze specyfikami niszczącymi uprawy już w kwietniu 1944 roku i w ciągu jednego roku testów ograniczyła wachlarz ponad 1 tys. środków chemicznych do dziewięciu zawierających kwasy fenoksyoctowe. Jeden z nich, oznaczony jako LN-8, wypadł najlepiej w testach i trafił do masowej produkcji. Za najskuteczniejsze uznano zrzucanie z wysokości lub opryskiwanie upraw herbicydami; test z użyciem bomby SPD Mark 2, pierwotnie stworzonej do przechowywania broni biologicznej, takiej jak wąglik lub rycyna, przeprowadzony w lipcu 1945 roku wykazał, że można otworzyć pojemnik z chemikaliami w powietrzu, aby rozproszyć środek chemiczny. Do czasu zakończenia wojny armia nadal próbowała określić optymalną wysokość otworzenia pojemnika, aby pokryć jak najbardziej rozległy obszar. Składniki LN-8 i jeden z innych testowanych związków zostały później wykorzystane do stworzenia Agent Orange, używanego podczas wojny wietnamskiej.

### Broń nuklearna
Na rozkaz Marshalla gen. mjr John Hull badał możliwości taktycznego użycia broni jądrowej w ramach inwazji na Wyspy Japońskie, nawet po zrzuceniu dwóch bomb atomowych na Hiroszimę i Nagasaki (Marshall nie sądził, że Japończycy natychmiast po tym skapitulują). Płk Lyle E. Seeman poinformował o tym, że co najmniej siedem bomb plutonowych typu Fat Man będzie dostępnych do X-Day, aby mogły zostać zrzucone na japońskie siły obronne. Ostrzegł także, że wojska amerykańskie nie będą mogły wkroczyć na obszar objęty uderzeniem jądrowym przez „co najmniej 48 godzin” po wybuchu; oznacza to, że zagrożenie opadem promieniotwórczym nie zostało wtedy jeszcze dobrze zrozumiane, gdyż wkroczenie na skażony teren po tak krótkim czasie po detonacji naraziłoby żołnierzy amerykańskich na znaczne dawki promieniowania.
Ken Nichols, inżynier okręgowy z Manhattan Engineer District, napisał, że na początku sierpnia 1945 roku „planowanie inwazji na Wyspy Japońskie osiągnęło swoje ostatnie stadium i jeśli lądowanie rzeczywiście będzie miało miejsce, można dostarczyć około piętnastu bomb atomowych dla wsparcia [naszych] żołnierzy”. Zdecydowano się na detonację bomby w powietrzu na wysokości 550–610 metrów nad ziemią, aby osiągnąć maksymalne efekty detonacji i zminimalizować pozostałości promieniowania na ziemi, ponieważ spodziewano się, że wkrótce wojska amerykańskie zajmą tereny zaatakowane przy użyciu broni jądrowej.

### Alternatywne cele
Planiści z Kolegium Połączonych Szefów Sztabu, biorąc pod uwagę stopień, w jakim Japończycy skoncentrowali siły na Kiusiu kosztem reszty Japonii, rozważali także alternatywne miejsca inwazji, takie jak wyspa Sikoku, północne Honsiu w Sendai czy Ōminato. Rozważali także pominięcie wstępnej inwazji na Kiusiu i wyprawienie się od razu do Tokio. Atak na północne Honsiu byłby łatwiejszy z uwagi na znacznie słabszą obronę, ale miałby tę wadę, że byłby pozbawiony bezpośredniego wsparcia powietrznego z Okinawy (te odległe tereny były w zasięgu jedynie B-29).

### Możliwości zmiany planu operacji Olympic
Gen. Douglas MacArthur odrzucił potrzebę zmiany swoich planów: 

Jestem przekonany, że zgłaszany państwu potencjał lotniczy Japonii gromadzony w celu przeciwdziałania naszej operacji Olympic jest mocno przesadzony. [...] Co do ruchu sił naziemnych [...] nie wierzę [...] w [obecność] tak ciężkich sił, które zostały wam zgłoszone na południowym Kiusiu. [...] Moim zdaniem nie powinniśmy nawet myśleć o zmianie planów operacji Olympic

Jednak adm. Ernest King, Szef Operacji Morskich, był gotów sprzeciwić się kontynuowaniu inwazji, za zgodą admirała Nimitza, co wywołałoby poważny spór w rządzie USA.

### Radzieckie plany

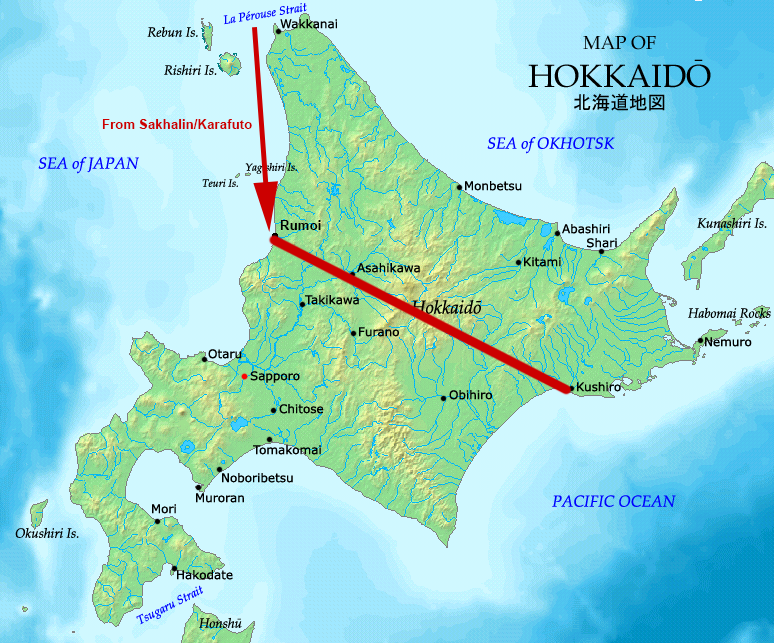
Prawdopodobna linia podziału stref okupacyjnych na Hokkaido – na północ od czerwonej linii strefa radziecka, na południe od niej strefa amerykańska

Bez wiedzy Amerykanów, Związek Radziecki również rozważał dokonanie własnej inwazji na japońską wyspę Hokkaido do końca sierpnia 1945 roku, co z pewnością wywarłoby na zachodnich aliantów presję, by podjęli działania inwazyjne wcześniej niż w listopadzie.
We wczesnych latach II wojny światowej Sowieci planowali rozbudować Flotę Czerwoną, aby dogonić floty państw zachodnich. Jednak niemiecka inwazja na Związek Radziecki w czerwcu 1941 roku wymusiła zawieszenie tego planu: Sowieci musieli przeznaczyć większość swoich zasobów na walkę z Niemcami i ich sojusznikami, głównie na lądzie, którą toczyli przez większość wojny, pozostawiając swoją flotę stosunkowo słabo wyposażoną. Dlatego w ramach Projektu Hula (1945) Stany Zjednoczone przekazały Związkowi Radzieckiemu około 100 okrętów wojennych ze 180 planowanych, przeznaczonych do wykorzystania po przystąpieniu ZSRR do wojny z Japonią w przyszłości. Dostarczone jednostki pływające obejmowały także okręty desantowe.
Na konferencji jałtańskiej (luty 1945 roku) alianci uzgodnili, że Związek Radziecki zajmie południową część wyspy Sachalin, którą Rosja przekazała Japonii na mocy traktatu w Portsmouth po wojnie rosyjsko-japońskiej 1904–1905 (Sowieci kontrolowali jej północną część) oraz Wyspy Kurylskie, które zostały przydzielone Japonii na mocy traktatu petersburskiego z 1875 roku. Z drugiej strony, żadne porozumienie nie przewidywało udziału ZSRR w inwazji na Wyspy Japońskie. Japończycy mieli wiele samolotów kamikaze na południowym Honsiu i Kiusiu, które stawiłyby opór operacjom Olympic i Coronet. Nie wiadomo, w jakim stopniu mogli przeciwstawić się sowieckim lądowaniom na dalekiej północy Japonii. Dla porównania, alianci zachodni zaangażowali około 1300 okrętów wojennych podczas bitwy o Okinawę, z czego 368 okrętów, w tym 120 amfibii, zostało poważnie uszkodzonych, a kolejnych 28, w tym 15 okrętów desantowych i 12 niszczycieli, zostało zatopionych, głównie przez kamikadze. Sowieci mieli mniej niż 400 okrętów, z których większość nie była przystosowana do działań desantowych, kiedy ZSRR wypowiedział wojnę Japonii 8 sierpnia 1945 roku.
Na potrzeby operacji Downfall dowództwo amerykańskie przewidywało, że do udanej inwazji na Wyspy Japońskie potrzeba więcej niż 30 dywizji. Dla porównania, Związek Radziecki miał około 11 dywizji dostępnych na Dalekim Wschodzie, porównywalnych z 14 dywizjami, które Amerykanie mieli wykorzystać tylko w inwazji na południowe Kiusiu. Sowiecka inwazja na Wyspy Kurylskie (18 sierpnia – 1 września 1945 roku) miała miejsce już po kapitulacji Japonii, która nastąpiła 15 sierpnia, jednak część sił japońskich na tych wyspach stawiała zaciekły opór. W bitwie o Szumszu (18–23 sierpnia 1945 roku) Armia Czerwona wystawiła 8821 żołnierzy, bez czołgów i bez wsparcia ze strony większych okrętów wojennych. Dobrze przygotowany japoński garnizon liczył 8500 żołnierzy i około 77 czołgów. Bitwa trwała jeden dzień, a po oficjalnej kapitulacji Japonii i garnizonu trwały jeszcze cztery mniejsze akcje bojowe, podczas których atakujące wojska radzieckie straciły ponad 516 żołnierzy i 5 z 16 okrętów desantowych (wiele z nich należało wcześniej do Marynarki Wojennej Stanów Zjednoczonych, a później zostały przekazane Związkowi Radzieckiemu) od ognia japońskiej artylerii nadbrzeżnej, a Japończycy stracili ponad 256 żołnierzy. Straty radzieckie podczas bitwy pod Szumszu wyniosły łącznie do 1567 żołnierzy, zaś Japończycy ponieśli 1018 ofiar, co czyni Szumszu jedyną bitwą w wojnie radziecko-japońskiej w 1945 roku, w której straty radzieckie przewyższały straty japońskie.
Podczas II wojny światowej Japończycy mieli bazę morską w Paramuszyrze na Wyspach Kurylskich i kilka baz na Hokkaido. Odkąd Japonia i Związek Radziecki utrzymywały „niepewną” neutralność wobec siebie aż do wypowiedzenia przez ZSRR wojny Japonii w sierpniu 1945 roku, japońscy obserwatorzy przebywający na terytoriach okupowanych przez Japończyków w Mandżurii i Korei, a także na Sachalinie i Wyspach Kurylskich, nieustannie obserwowali port we Władywostoku i inne porty morskie w Związku Radzieckim.
Według Thomasa B. Allena i Normana Polmara, Sowieci starannie sporządzili szczegółowe plany inwazji na Daleki Wschód, z wyjątkiem lądowania na Hokkaido, które „istniało w szczegółach” tylko w umyśle Stalina i jest „mało prawdopodobne, aby radziecki przywódca miał interes w zagarnięciu Mandżurii (tę wkrótce po wojnie oddał Chińczykom), a tym bardziej Hokkaido. Nawet jeśli chciał zagarnąć jak najwięcej terytorium na kontynencie azjatyckim, to był bardziej skoncentrowany na ustanowieniu przyczółku w Europie niż w Azji”.

## Szacowane straty
Ponieważ amerykańscy planiści wojskowi zakładali, że „operacjom na obszarze Wysp Japońskich przeciwstawią się nie tylko dostępne, zorganizowane siły zbrojne Imperium, ale także fanatycznie wroga ludność cywilna”, wysokie straty uważano za nieuniknione, ale nikt nie wiedział z pewnością, jak wysokie będą. Dokonano kilku szacunków, ale różniły się one znacznie liczbami, założeniami i celami, które obejmowały także siłę oporu przeciwko inwazji. Szacowane liczby ofiar stały się później kluczowym punktem w powojennej debacie na temat słuszności ataku atomowego na Hiroszimę i Nagasaki w USA i innych krajach.
Przygotowując się do operacji Olympic, inwazji na południowe Kiusiu, różne osoby i organizacje oszacowały spodziewaną liczbę ofiar na podstawie terenu, siły i rozmieszczenia znanych sił japońskich. Jednak, jak donosił wywiad, siły nieprzyjaciela na Wyspach Japońskich nadal rosły, a wraz z nimi szacunki dotyczące ofiar. W kwietniu 1945 roku Połączeni Szefowie Sztabów formalnie przyjęli plan inwazji, podający skalę możliwych strat, w oparciu o doświadczenia zarówno z walk w Europie, jak i na Pacyfiku. Biorąc pod uwagę rozmiar sił inwazyjnych, składających się z 766 700 żołnierzy, a także założenie, że kampania potrwa 90 dni, można było się spodziewać, że 6 Armia straci 149 046 żołnierzy (w tym 28 981 zabitych i zaginionych) przy przyjęciu „doświadczenia europejskiego” – „European Experience” –  czyli wniosków wyniesionych z walk z Niemcami i Włochami (współczynnik 0,42 zabitych i zaginionych oraz 2,16 wszystkich ofiar na 1 tys. żołnierzy w ciągu jednego dnia operacji) lub 514 072 ofiary (w tym 134 556 zabitych i zaginionych) przy zastosowaniu „doświadczenia Pacyfiku” – „Pacific Experience” – czyli dotychczasowych zmagań z Japończykami (1,95 zabitego i zaginionego oraz 7,45 wszystkich ofiar/1 tys. żołnierzy/1 dzień). Oceny te nie obejmowały ani ofiar poniesionych po upływie pierwszych 90 dni (amerykańscy planiści przewidzieli przejście do obrony taktycznej na Kiusiu w dniu X + 120, czyli cztery miesiące po rozpoczęciu inwazji), ani strat personelu na morzu poniesionych w wyniku japońskich ataków powietrznych. Aby kontynuować kampanię na Kiusiu, planiści oszacowali, że konieczna będzie wymiana 100 tys. żołnierzy miesięcznie, co można było osiągnąć nawet po częściowej demobilizacji wojsk w Europie po pokonaniu Niemiec.
W miarę upływu czasu inni dowódcy amerykańscy dokonywali własnych szacunków:
- W liście do gen.  Curtisa LeMaya, kiedy ten objął dowództwo nad siłami B-29 na Guam, gen. Lauris Norstad napisał, że gdyby doszło do inwazji, kosztowałaby ona Stany Zjednoczone „pół miliona” zabitych[95].
- W maju sztab adm. Nimitza oszacował liczbę ofiar w szeregach amerykańskich na 49 tys. przez pierwsze 30 dni operacji Olympic, w tym 5 tys. na morzu[96].
- Badanie przeprowadzone przez sztab gen. MacArthura w czerwcu 1945 roku oszacowało na 23 tys. liczbę ofiar wśród personelu amerykańskiego w pierwszych 30 dniach operacji Olympic i 125 tys. po 120 dniach, przy założeniu, że będą walczyć z 300 tys. żołnierzy japońskich[97] (w rzeczywistości na Kiusiu było ich około 917 tys.[98], co oznaczałoby prawie 3-krotnie większe ofiary, ok. 381 tys.). Kiedy te liczby zostały zakwestionowane przez gen. Marshalla, MacArthur przedstawił zrewidowane szacunki z liczbą 105 tys. ofiar, częściowo uzyskaną poprzez założenie powrotu na pierwszą linię rannych żołnierzy zdolnych do dalszej walki[99].
- Na konferencji z prezydentem Trumanem 18 czerwca Marshall, uznając bitwę o Luzon za najlepszy model operacji Olympic, sądził, że Amerykanie poniosą 31 tys. ofiar w ciągu pierwszych 30 dni, a straty sił inwazyjnych sięgną ostatecznie 20% składu wojsk. Oznaczało to w sumie 70 tys. ofiar amerykańskich w bitwie o Kiusiu przy zastosowaniu czerwcowych szacunków, mówiących o 350 tys. japońskich obrońców (lub 183 365 ofiar amerykańskich, biorąc pod uwagę faktyczną siłę japońską 916 828 żołnierzy)[100]. Adm. William Leahy, który za bardziej wymierny przykład uznawał bitwę o Okinawę, uważał, że siły amerykańskie poniosą straty na poziomie 35% składu osobowego (co oznacza ostateczną liczbę ofiar w wysokości 268 tys.)[101]. Adm. King uważał, że straty poniesione w ciągu pierwszych 30 dni operacji uplasują się pomiędzy Luzonem a Okinawą, tj. między 31 tys. a 41 tys.[101]. Z tych szacunków tylko Nimitz uwzględnił straty sił morskich, chociaż jeden kamikadze zadał średnio 1,78 ofiary śmiertelnej i podobną liczbę rannych w bitwie o Okinawę[102], a transporty żołnierzy u wybrzeży Kiusiu byłyby znacznie bardziej narażone na ich ataki.
- W lipcu szef wywiadu MacArthura, gen. mjr Charles Willoughby, ostrzegł o możliwości utraty od 210 tys. do 280 tys. żołnierzy w walce od plaż desantowych do „linii zatrzymania” na jednej trzeciej powierzchni Kiusiu. Nawet po zaokrągleniu w dół do 200 tys., liczba ta oznaczała łącznie prawie 500 tys. ofiar w ciągu całej inwazji, z których być może 50 tys. mogłoby powrócić do służby po krótkim lub umiarkowanie krótkim leczeniu[103].
- 6 Armia, formacja, której zadaniem było prowadzenie głównych walk lądowych na Kiusiu, oszacowała liczbę 394 859 ofiar nieodwracalnych (czyli zabitych, zaginionych i ciężko rannych) w ciągu pierwszych 120 dni walk na Kiusiu, ledwo poniżej poziomu, powyżej którego system uzupełnień nie nadążyłby z uzupełnianiem bieżących strat[104].
- Sekretarz wojny Henry Stimson stwierdził: „Moim zdaniem będziemy musieli przejść jeszcze bardziej gorzką, ostateczną walkę, niż stoczyliśmy w Niemczech. Poniesiemy ogromne straty i pozostawimy Wyspy Japońskie zniszczone jeszcze bardziej niż Niemcy”[105]. Od D-Day do kapitulacji Niemiec tylko zachodni alianci ponieśli około 766 294 ofiary[106].
- Wiosną 1945 roku Army Service Forces pod dowództwem gen. Brehona B. Somervella pracowały pod liczbą „około” 720 tys. dla planowanych uzupełnień niezbędnych dla „zabitych i ewakuowanych rannych” do 31 grudnia 1946 roku, czyli dla całej inwazji, w tym na Honsiu. Liczby te dotyczą tylko personelu Armii i Sił Powietrznych Armii Stanów Zjednoczonych i nie obejmują uzupełnień potrzebnych dla Marynarki Wojennej oraz Korpusu Piechoty Morskiej[107].
- Badanie przeprowadzone dla personelu Sekretarza wojny Henry’ego Stimsona przez Williama Shockleya oszacowało, że inwazja na Japonię kosztowałaby ofiarę 1,7–4 mln Amerykanów, w tym 400–800 tys. zabitych, a po drugiej stronie 5–10 mln Japończyków. Kluczowym założeniem był udział ludności cywilnej na dużą skalę w obronie Japonii[3].

Poza rządem i wojskiem, dobrze poinformowani cywile w USA również opracowywali swoje szacunki strat w ewentualnej, przyszłej inwazji na Japonię. Kyle Palmer, korespondent wojenny „Los Angeles Times”, napisał, że do końca wojny zginie od pół miliona do miliona Amerykanów. Herbert Hoover, w memorandach przedłożonych Trumanowi i Stimsonowi, oszacował także na od 500 tys. do 1 mln liczbę ofiar śmiertelnych, które uważał za ostrożne szacunki; nie wiadomo jednak, czy Hoover omawiał te konkretne liczby podczas spotkań z Trumanem. Szef Operacji Armii uznał je za „zdecydowanie zbyt wysokie” w ramach „naszego obecnego planu kampanii”.
Bitwa o Okinawę była jedną z najkrwawszych w wojnie na Pacyfiku, z szacunkową liczbą ponad 82 tys. bezpośrednich ofiar po obu stronach: 14 009 poległych aliantów i 77 417 japońskich żołnierzy. Amerykańskie jednostki rejestracji grobów naliczyły 110 071 martwych ciał japońskich żołnierzy, ale dotyczyło to również poborowych z Okinawy w japońskich mundurach. 149 425 mieszkańców wyspy zostało zabitych, popełniło samobójstwo lub zaginęło, co stanowiło połowę przedwojennej populacji Okinawy, szacowanej na 300 tys. osób. Bitwa przyniosła 72 tys. ofiar w szeregach amerykańskich w ciągu 82 dni, z których 12 510 poległo lub zaginęło (liczba ta nie obejmuje kilku tysięcy rannych żołnierzy amerykańskich, którzy zmarli po bitwie). Cała wyspa Okinawa ma powierzchnię 1200 km kw. Gdyby wskaźnik strat amerykańskich podczas inwazji na Japonię był tylko o 5% wyższy na jednostkę powierzchni niż na Okinawie, to Stany Zjednoczone straciłyby 297 tys. żołnierzy (zabitych lub zaginionych).
Oceniając te szacunki, zwłaszcza oparte na przewidywanej sile japońskich obrońców, należy wziąć pod uwagę to, co było wiadomo o stanie japońskiej obrony w tamtym czasie, a także o aktualnym stanie tej obrony (sztab MacArthura wierzył, że siła wojsk japońskich na Kiusiu ma wynosić około 300 tys. żołnierzy). W oczekiwaniu na ofiary spowodowane inwazją na Japonię zostało wyprodukowanych prawie 500 tys. medali Purpurowe Serce (przyznawanych amerykańskim żołnierzom za śmierć lub rany odniesione w walce); liczba ta przekroczyła liczbę wszystkich amerykańskich ofiar działań bojowych w ciągu 65 lat po zakończeniu II wojny światowej, w tym podczas wojen koreańskiej i wietnamskiej. W 2003 roku wciąż składowano w magazynach 120 tys. tych Purpurowych Serc. Zostało ich tak wiele, że jednostki bojowe walczące w Iraku i Afganistanie mogły otrzymać „drugowojenne” Purpurowe Serca, aby natychmiast przyznać je rannym żołnierzom.

## Dostępne wyposażenie obrońców
Po kapitulacji Japonii i demobilizacji wojsk cesarskich ogromne ilości materiałów wojennych zostały przekazane siłom okupacyjnym Stanów Zjednoczonych na Wyspach Japońskich i  w Korei Południowej. Podczas gdy niektóre liczby (szczególnie w przypadku przedmiotów takich jak miecze i broń strzelecka) mogą być niedokładne z powodu problemów związanych z rozbrojeniem i działalnością czarnego rynku, ilość sprzętu wojskowego dostępnego dla Japończyków na Wyspach Japońskich i wokół nich do sierpnia 1945 roku wyglądała mniej więcej w następujący sposób:
| Rodzaj sprzętu                        | Liczba              |
| ------------------------------------- | ------------------- |
| Artyleria (kaliber poniżej 40 mm)     | 375 141             |
| Artyleria (40–50 mm)                  | 2 606               |
| Artyleria (60–79 mm)                  | 4 216               |
| Artyleria (80–99 mm)                  | 4 693               |
| Artyleria (kal. 100 mm i większy)     | 4 742               |
| Artyleria (nieokreślonego kalibru)    | 38 533              |
| Karabiny maszynowe, ręczne i ciężkie  | 178 097–186 680     |
| Pistolety i rewolwery                 | 247 125             |
| Karabiny                              | 2 232 505–2 468 665 |
| Inna broń strzelecka                  | 15 461              |
| Samochody pancerne                    | 98                  |
| Tankietki                             | 633                 |
| Czołgi                                | 5 286               |
| Autobusy                              | 20                  |
| Motocykle                             | 481                 |
| Samochody osobowe                     | 6 421               |
| Ciągniki rolnicze                     | 5 498               |
| Ciężarówki                            | 19 288              |
| Inne środki transportu silnikowego    | 29 365              |
| Rowery, trójkołowce                   | 2 496               |
| Przyczepy                             | 6 756               |
| Wagony kolejowe                       | 2 644               |
| Inne środki transportu bezsilnikowego | 6 321               |

| Miejsce  | Myśliwce | Bombowce | Samoloty rozpoznawcze | Samoloty transportowe | Samoloty szkoleniowe | Inne | Razem |
| -------- | -------- | -------- | --------------------- | --------------------- | -------------------- | ---- | ----- |
| Honsiu   | 2 906    | 1 259    | 707                   | 1 626                 | 2 180                | 284  | 8 962 |
| Sikoku   | 199      | 31       | 13                    | 214                   | 142                  | 32   | 631   |
| Kiusiu   | 668      | 187      | 153                   | 923                   | 630                  | 76   | 2,637 |
| Hokkaido | 101      | 35       | 131                   | 151                   | 36                   | 0    | 454   |
| Korea    | 188      | 46       | 147                   | 14                    | 309                  | 258  | 962   |

|                                        | Liczba |
| -------------------------------------- | ------ |
| Pancerniki                             | 4      |
| Lotniskowce                            | 5      |
| Krążowniki                             | 2      |
| Niszczyciele                           | 23     |
| Okręty podwodne (duże, średnie i małe) | 46     |
| miniaturowe okręty podwodne            | 393    |
| Żywe torpedy                           | 177    |
| Bomby samobójcze                       | 2 412  |